# Eutelsat 33B
Eutelsat 33B – satelita telekomunikacyjny należący do konsorcjum Eutelsat, wyniesiony na orbitę 20 listopada 2002 przez rakietę Delta IV.
Zbudowany przez Alcatel Space w oparciu o platformę Spacebus 3000 B2. Posiadał 24 transpondery pasma Ku o mocy 90 W. Planowany okres żywotności satelity wynosi 12 lat. W 2008 w wyniku awarii jednego z paneli ogniw słonecznych wyłączono 4 transpondery.
Początkowo miał nosić nazwę Eutelsat W1, jednak został poważnie uszkodzony w trakcie budowy w wyniku pożaru i pod nazwą Eutelsat W1 wystrzelono w roku 2000 innego satelitę. Naprawiony i przebudowany, ostatecznie wyniesiony został w 2002 jako Eutelsat W5. 1 marca 2012 otrzymał nazwę Eutelsat 70A w ramach ujednolicenia nazw satelitów przez Eutelsat.
Eutelsat 33B znajdował się na orbicie geostacjonarnej (nad równikiem). Początkowo pracował na pozycji 70 stopnia długości geograficznej wschodniej. Na tej pozycji został zastąpiony przez satelitę Eutelsat 70B, który rozpoczął pracę w styczniu 2013. Satelita został przeniesiony na pozycję 25,5°E i zmienił nazwę na Eutelsat 25C. W październiku 2013 na pozycji 25,5°E zastąpił go Eutelsat 25B. W listopadzie tego samego roku satelita został przemieszczony na pozycję 33°E i stąd jego ostatnia nazwa – Eutelsat 33B. Z powodu awarii drugiego panelu słonecznego satelitę wyłączono w październiku 2015.
Satelita nadawał sygnał stacji telewizyjnych i radiowych, przekazy TV oraz dane (dostęp do Internetu) do odbiorców na Bliskim Wschodzie, w Europie (Centralnej i Południowej), Afryce Północnej oraz południowej części Azji.
Z satelity nadawała m.in. platforma Canadian Forces Radio and TV.